# Lycocerus xanthopus
Lycocerus xanthopus es una especie de coleóptero de la familia Cantharidae.

## Distribución geográfica
Habita en Japón.